# Bodíky
Bodíky (Hongaars: Nagybodak) is een Slowaakse gemeente in de regio Trnava, en maakt deel uit van het district Dunajská Streda.
Bodíky telt 270 inwoners.